# Navajobron
Navajo Bridge är namnet på två parallella broar över Coloradofloden i Grand Canyon nära Lees Ferry i Coconino County i Arizona i USA. Den sydöstra brouppfarten ligger i den 1868 inrättade Navajo Nation, medan den nordvästra brouppfarten ligger i det 1972 inrättade Glen Canyon National Recreation Area. Broarna spänner över Marble Canyon. Den nyare av de två broarna är en fordonsbro för U.S. Route 89A, som går mellan södra Utah och Arizona Strip, och den äldre används av fotgängare och hästekipage.
Innan den första Navajo Bridge byggdes, fanns sedan 1873 en av de få överfarterna över Coloradofloden mellan Arizona och Utah omkring åtta kilometer uppströms vid Lees Ferry, vid mynningen av Glen Canyon. Den ursprungliga bron invigdes i juni 1929 och fick då det officiella namnet Grand Canyon Bridge. Namnet ändrade av delstaten till Navajo Bridge 1934. Den första bron är 254 meter lång och har en vägbana på 5,5 meter. 
År 1990 ansågs vägtrafiken vara för omfattande för bron, varför en parallellbro byggdes. Denna invigde i september 1995. Den första bron har därefter använts för fot- och hästtrafik och också blev ett byggnadsminne.

## Bildgalleri

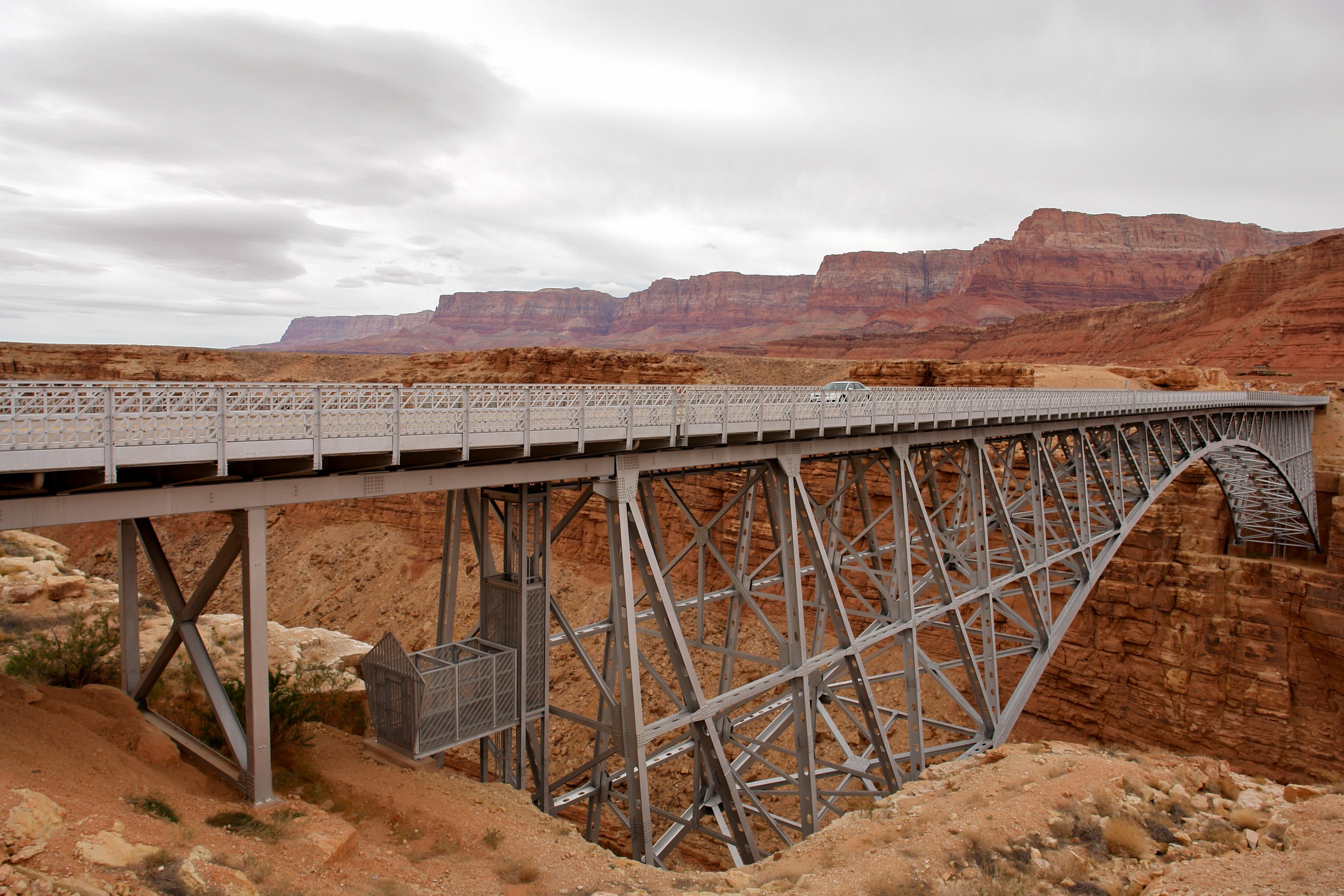
Bil på Navajobron, 2009
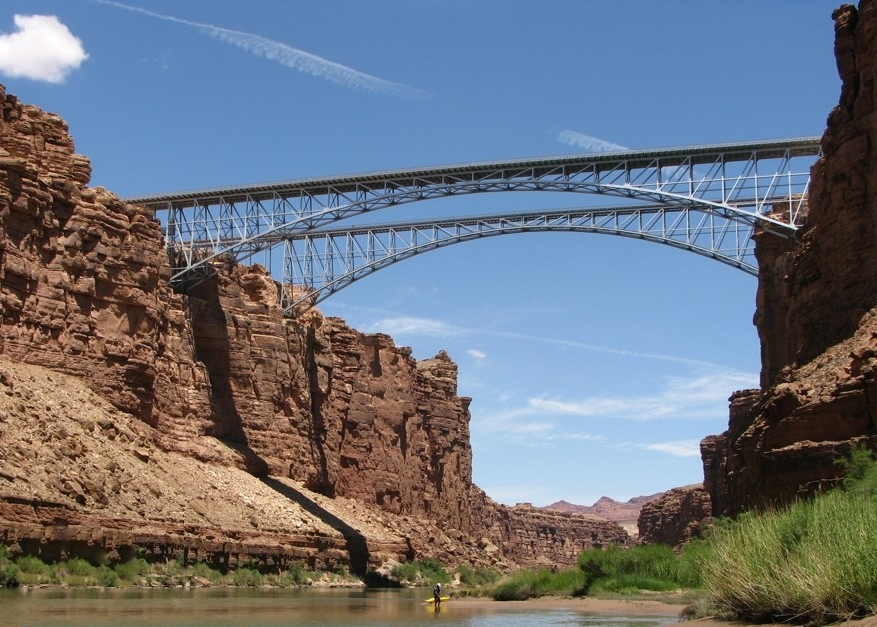
Broarna sedda söderifrån, men den nyare bron närmast
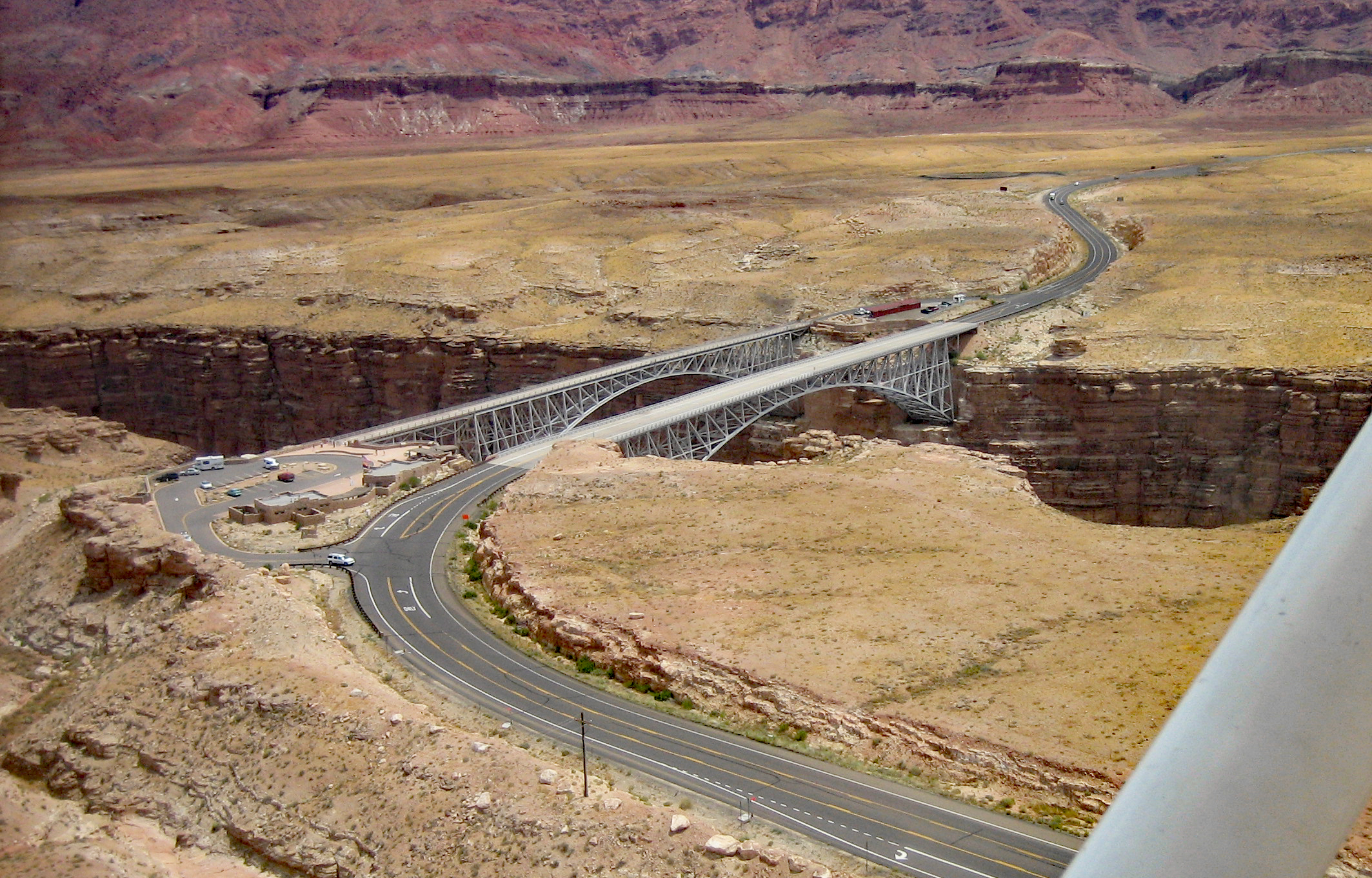
Navajobroarna från nordväst, med den nyare bron till höger